# 야쿠프 얀크토
야쿠프 얀크토(Jakub Jankto, 1996년 1월 19일 ~ )는 체코의 축구 선수로, 현재 이탈리아 세리에 A의 칼리아리와 체코 축구 국가대표팀에서 미드필더로 뛰고 있다.
얀크토는 2014년 슬라비아 프라하에서 언론 보도에 따르면 70만 유로 (한화 약 9억원)의 이적료로 우디네세와 계약했다.
그는 2015년 세리에 B의 아스콜리로 임대를 가 프로 데뷔를 하였다. 2018년 얀크토는 선임대 후 1500만 유로 (한화 약 204억원)의 이적료의 완전이적 조건으로 삼프도리아와 계약했다.
2021년 얀크토는 스페인 라리가의 헤타페 CF와 600만 유로 (한화 약 81억원)의 이적료로 계약했다. 2022년 8월 스파르타 프라하와 1년 임대 계약을 맺고 고국으로 돌아왔다.
2023년 2월 13일 얀크토는 소셜 미디어 성명을 통해 게이임을 공개적으로 밝히며 남자 축구 현역 국가대표로는 최초로 커밍아웃을 했다. 얀크토의 행보는 축구 클럽, 축구 선수 및 다른 운동 선수들의 지지를 받았다.